# Chlorodendraceae
Chlorodendraceae, porodica zelenih algi, jednostanični eukarioti i fotoautotrofi u razredu Chlorodendrophyceae. Sastoji se od nekoliko rodova, čije su vrste raširene širom svijeta, po morima i slatkim vodama.

## Rodovi
1. Platymonas G.S.West 4
2. Prasinocladus Kuckuck    3
3. Scherffelia Pascher   8
4. Tetraselmis F.Stein  33

### Sinonimi
- Chlorodendron Senn, sinonim za Prasinocladus